# Upravljanje u kriznim situacijama
Upravljanje u krizama (upravljanje u izvanrednim situacijama), disciplina koja se bavi rizicima i njihovim izbjegavanjem. U ovu disciplinu spadaju pripreme za katastrofe prije nego što se one dogode, odgovor na njih (npr. hitna evakuacija, karantena, masovna dekontaminacija itd.) kao i potpora društvu te ponovna izgradnja društva nakon pojave prirodnih ili antropogenih nesreća. Općenito govoreći svako upravljanje u krizama kontinuirani je proces u kojem svi pojedinci, grupe i zajednice upravljaju rizicima radi izbjegavanja ili ublažavanja učinka katastrofa koje nastaju navedenim rizicima. Poduzete akcije ovise djelomično o percepciji rizika onih koji su njima izloženi. Učinkovito upravljanje u kriznim situacijama počiva na temeljitoj integraciji hitnih planova na svim razinama uključivanja vlasti i nevladinih organizacija. Aktivnosti na svakoj razini (individualnoj, grupnoj, zajedničinoj) utječu na sve ostale razine. Obično odgovornost za vladino upravljanje u krizama počiva na institucijama za civilnu obranu ili unutar konvencionalne strukture hitnih službi. U privatnom sektoru upravljanje u kriznim situacijama ponekad se naziva planiranje poslovnog kontinuiteta.
Upravljanje u krizama jedan je od mnogih termina koji su od kraja hladnog rata počeli zamjenjivati civilnu obranu čiji je originalni fokus bila zaštita civila od vojnog napada. Moderno razmišljanje fokusira se na općenitiju namjeru zaštite građanskog stanovništva u vremenima mira kao i u vremenima rata. Drugi postojeći termin, civilna zaštita, ima široku uporabu unutar Europske unije i odnosi se na sustave i resurse koje je odobrila vlada sa zadaćom zaštite civilnog stanovništva primarno u prirodnim i antropogenim nesrećama. Unutar zemalja EU-a terminom upravljanje krizama ističe se politička i sigurnosna dimenzija više od mjera zadovoljenja neodgodivih potreba civilnog stanovništva. Akademski trend kreće se prema uporabi termina redukcije rizika katastrofa, posebice za upravljanje u krizama u kontekstu upravljanja razvojem. Stoga je ovdje fokus postavljen na aspekte mitigacije (ublažavanja) i pripravnosti ciklusa hitnosti (vidi dolje).
Karakteristike kriznih situacija:
- negativan događaj se pojavi i toliko je značajan da može ugroziti opstanak organizacije,
- postoje osjećaji hitnosti, iznenađenja i velike opasnosti, ostavljajući malo vremena za odluke,
- postojeći osjećaj nesposobnosti da se suočimo s kriznom situacijom
- presudne promjene su opasne i mogu imati pozitivne ili negativne posljedice
- krizne situacije su dinamične, tečne i nestabilne

## Faze i profesionalne aktivnosti
Priroda upravljanja u krizama ovisi o lokalnim ekonomskim i socijalnim uvjetima. Neki eksperti za pomoć u nesrećama poput Freda Cunyja opazili su kako su u biti jedine realne nesreće one ekonomske. Eksperti poput Cunyja dugo su vremena smatrali kako ciklus upravljanja hitnim situacijama mora uključivati dugoročan rad na infrastrukturi, osvješćivanju javnosti, pa čak i oko problema ljudske pravde. Ovo je posebice važno u državama u razvoju. Proces upravljanja u krizama uključuje četiri faze:
1. mitigaciju (ublažavanje)
2. pripravnost
3. odgovor
4. oporavak

### Mitigacija
Mitigacijskim naporima nastoji se spriječiti da opasnosti prerastu u sveopću katastrofu ili se pokušavaju reducirati učinci već nastalih katastrofa. Mitigacijska faza razlikuje se od ostalih faza po tome što se fokusira na dugoročne mjere reduciranja ili eliminiranja rizika. Implementacija mitigacijskih strategija može se smatrati dijelom procesa oporavka ako se primjenjuje nakon pojave katastrofe. Mitigativne mjere mogu biti strukturalne ili nestrukturalne. Strukturalne mjere koriste tehnološka rješenja poput protupoplavnih kanala i brana. Nestrukturalne mjere uključuju legislativu, planiranje uporabe zemljišta (npr. označavanje nebitnih zemljišta poput parkova za uporabu kao poplavnih zona), te osiguranje. Mitigacija je najbolja troškovno-učinkovita metoda za reduciranje učinaka opasnosti, no nije uvijek pogodna. Mitigacija uključuje osiguravanje regulacija koje razrađuju evakuaciju, sankcije protiv onih koji odbijaju poštovati regulacije (poput mandatornih evakuacija), te komunikaciju potencijalnih rizika za javnost. Neke strukturalne mitigacijske mjere mogu imati štetan učinak za ekosustav.
Prekursorska aktivnost za mitigaciju je identifikacija rizika. Procjena fizičkih rizika odnosi se na proces identifikacije i evaluacije opasnosti. Rizik specifičan za opasnosti ({\displaystyle R_{h}}) kombinira vjerojatnost i razinu utjecaja specifične opasnosti. Donjom jednadžbom iskazuje se kako opasnost pomnožena s ranjivošću populacije na tu opasnost daje odnosno stvara rizik. U modeliranju katastrofa što je veći rizik, veći su i mitigacijski i pripravnosni napori za označavanje hitnosti ranjivosti specifičnih za opasnosti. Štoviše, ako ne postoji nikakva ranjivost, onda ne postoji niti rizik, npr. potres koji se javlja u pustinji gdje nitko ne živi.
{\displaystyle \mathbf {R_{h}} =\mathbf {H} \times \mathbf {V_{h}} \,}

### Pripravnost
U fazi pripravnosti upravitelji u kriznim situacijama razvijaju akcijske planove za trenutak nastanka katastrofe. Uobičajene mjere pripravnosti uključuju:
- komunikacijske planove s lako razumljivom terminologijom i metodama.
- prikladno održavanje i treniranje službi za upravljanje u krizama, uključujući masovne ljudske resurse poput timova za hitni odgovor u zajednicama.
- razvoj i uvježbavanje metoda hitnog upozoravanja stanovništva kombiniranih sa skloništima za hitne situacije i evakuacijskim planovima.
- skladištenje, inventarizacija i održavanje zaliha i opreme za krizne situacije.[5]
- razvoj organizacija treniranih volontera među civilnim stanovništvom. (Profesionalni radnici za hitne slučajeve ubrzo ponestanu u masovnim hitnim situacijama pa su utrenirani, organizirani i odgovorni volonteri krajnje vrijedni. Organizacije poput Community Emergency Response Teams i Crvenog križa gotovi su izvori utreniranih volontera. Njihov sustav upravljanja u krizama dobio je visoke ocjene od Kalifornije i FEMA-e.)

Drugi aspekt pripravnosti je predviđanje broja žrtava, odnosno istraživanje očekivanog broja umrlih ili ozlijeđenih u određenim vrstama događaja.

### Odgovor
Faza odgovora uključuje mobilizaciju potrebnih hitnih službi i prvih osoba koje dolaze u područje pogođeno katastrofom. U ovu fazu vjerojatno će biti uključen i prvi val glavnih hitnih službi kao što su vatrogasci, policija i hitna medicinska pomoć. Kada se provodi kao vojna operacija, onda se koristi termin operacija pomoći u nesrećama (DRO, engl. Disaster Relief Operation) nakon koje može uslijediti neborbena operacija evakuacije (NEO, engl. Non-combatant evacuation operation). Potporu im mogu pružiti brojne sekundarne hitne službe poput specijalističkih spasilačkih timova.
Dobro uvježbani plan za hitne situacije razvijen kao dio faze pripravnosti omogućuje učinkovitu koordinaciju spašavanja ondje gdje je to potrebno, a napori u traganju i spašavanju mogu započeti vrlo rano. Ovisno o ozljedama koje žrtva pretrpi, vanjskoj temperaturi te žrtvinom pristupu zraku i vodi, ogromna većina stradalih u nepogodi umrijet će unutar 72 sata nakon nastanka nepogode.
Organizirani odgovor na značajne nesreće – prirodne ili terorističke – temelji se na postojećim organizacijskim sustavima i procesima upravljanja u krizama: federalni plan odgovora (FRP) i sustav zapovjedanja incidentom (ICS). Ovi sustavi su utvrđeni kroz ravnatelje Sjedinjenog zapovijedanja (UC) i Uzajamne pomoći (MA).

### Oporavak
Cilj faze oporavka je povratak pogođenog područja u njegovo prvobitno stanje. Od faze odgovora razlikuje se po svom fokusu; napori oko oporavka usmjereni su pitanjima i odlukama koje se moraju donijeti nakon što su naznačene neodgodive potrebe. Napori oko oporavka primarno su zaokupljeni akcijama koje uključuju ponovnu izgradnju uništenih nekretnina, ponovno zapošljavanje, te popravak ostale bitne infrastrukture. Važan aspekt učinkovitih napora oko oporavka je iskorištavanje prednosti 'prozora mogućnosti' za implementaciju mitigativnih mjera koje bi inače bile nepopularne. Civili u pogođenom području vjerojatnije će prihvatiti mitigativnije promjene kada im je nedavna katastrofa ostala u svježem sjećanju.
U Sjedinjenim Državama Nacionalni plan odgovora diktira kako će se resursi osigurani Zakonom o domovinskoj sigurnosti iz 2002. koristiti u naporima oko oporavka. Često je federalna vlada ona koja često osigurava većinu tehničke i financijske pomoći u naporima oko oporavka u Sjedinjenim Državama.

## Faze i osobne aktivnosti

### Mitigacija
Osobna mitigacija uglavnom se svodi na poznavanje i izbjegavanje nepotrebnih rizika. U to je uključena procjena mogućih rizika za osobno/obiteljsko zdravlje i osobnu imovinu.
Primjer mitigacije bilo bi izbjegavanje kupovine nekretnina koje su izložene opasnostima, npr. nalaze se na poplavnim nizinama ili u područjima klizanja tla. Vlasnici kuća ne moraju biti svijesni izloženosti svoje imovine opasnostima sve dok ih one ne pogode. To se ipak može spriječiti unajmljivanjem specijalista koji provode istraživanja za identifikaciju i procjenu rizika. Uzimanje osiguranja koje pokriva najistaknutije identificirane rizike uobičajena je protumjera.
Osobna strukturalna mitigacija u područjima sklonima potresima uključuje instalaciju potresnog ventila koji trenutačno prekida opskrbu nekretnine prirodnim plinom, zatim seizmičku prilagodbu nekretnine te osiguravanje predmeta unutar građevine radi poboljšanja seizmičke sigurnosti kućanstva. Potonje može uključivati zidno montiranje i fiksiranje namještaja, hladnjaka, grijača vode i ostalih lomljivih predmeta, te postavljanje sobnih kvaka. U područjima sklonima poplavama kuće se mogu graditi na stupovima kao u velikom dijelu južne Azije. U područjima gdje su učestali dugotrajni nestanci električne struje primjer optimalne strukturalne mitigacijske mjere je instalacija generatora. Konstrukcija podruma protiv oluja i skloništa protiv padalina dodatni su primjeri osobnih mitigativnih akcija.
Mitigacija uključuje strukturalne i nestrukturalne mjere poduzete za ograničavanje učinka nesreće.
Strukturalna mitigacija:-
Ovo uključuje prikladan izgled građevine, posebice kako bi bila otporna na nesreće.
Nestrukturalna mitigacija:-
Ovo uključuje mjere koje se poduzimaju za sve ostalo što ne uključuje poboljšanje strukture građevine.

### Pripravnost
Više informacija: pripravnost na uragane i pripravnost na potrese
Za razliku od mitigacijskih aktivnosti, koje su usmjerene na sprječavanje nastanka nesreća, osobna pripravnost fokusira se na pripremu opreme i procedura za uporabu nakon pojavljivanja nesreće, odnosno njihovo planiranje. Mjere pripravnosti mogu postojati u mnogo oblika uključujući konstrukciju skloništa, instalaciju alarmnih uređaja, stvaranje pričuvnih neophodnih usluga (npr. struje, vode, kanalizacije), te uvježbavanje planova evakuacije. Dvije jednostavne mjere mogu pomoći pripremiti pojedinca za preživljavanje događaja ili evakuaciju ako je ona neophodna. Za evakuaciju može se pripremiti opskrbna oprema za krizne situacije, dok se za svrhe skrivanja u skloništu mogu stvoriti opskrbne zalihe. Vlasti često zagovaraju pripremu opreme za preživljavanje kao što je "72-satna oprema". Ona može uključivati hranu, lijekove, baterije, svijeće i novac.

### Odgovor
Faza odgovora na hitno stanje može započeti potragom i spašavanjem no u svim slučajevima fokus će se brzo okrenuti na ispunjavanje osnovnih humanitarnih potreba pogođenog stanovništva. U tome mogu asistirati nacionalne ili internacionalne agencije i organizacije. Učinkovita koordinacija u asistiranju u nesrećama često je presudna, posebice ako odgovar pružaju mnoge organizacije, a kapacitet lokalne agencije za upravljanje u krizama je zbog potreba nedostatan ili čak smanjen samom nesrećom.
Na osobnoj razini odgovor može poprimiti oblik skloništa na mjestu ili evakuacije. U scenariju koji uključuje sklanjanje na mjestu nesreće, obitelj bi bila pripremljena da se brani u svome domu tijekom mnogo dana bez ikakvog oblika vanjske potpore. Prilikom evakuacije, obitelj napušta područje automobilom ili drugim prometnim vidom tako što uzima sa sobom najveću količinu zaliha koje mogu nositi uz mogućnost uzimanja šatora za sklanjanje. Ako mehanički transport nije dostupan, evakuacija pješačenjem idealno bi uključivala uzimanje sa sobom zaliha, koje bi trajale najmanje tri dana, zatim vodonepropusnog ležaja,  cerade i umotak plahti što bi predstavljao minimum.

### Oporavak
Faza oporavka počinje nakon što je neposredna opasnost za ljudske živote prestala. Tijekom rekonstrukcije preporuča se razmotriti lokaciju ili građevinski materijal za objekt.
U ekstremne scenarije zadržavanja u kući spadaju rat, glad i teška epidemija te mogu trajati godinu ili dulje. Oporavak se zatim odvija u kući. Planeri ovih događaja obično kupuju gomilu hrane i opremu za prikladnu pohranu i pripremu hrane, te jedu hranu kao dio normalnog života. Jednostavna uravnotežena prehrana može se napraviti iz vitaminskih pilula, punozrnatog brašna, graha, mlijeka u prahu, kukuruza i ulja za kuhanje. Ako je moguće, tome bi se trebalo dodati povrće, voće, začini i meso, bilo pripremljeno bilo svježe ubrano.

## Struka
Upravitelji u krizama istrenirani su u širokoj raznolikosti disciplina koje im pomažu u životnom ciklusu hitnosti. Profesionalni upravitelji u krizama mogu se fokusirati na pripravnost vlasti i zajednice (kontinuitet operacija/planiranje kontinuiteta vlasti), ili prirpavnost privatnog poslovanja (planiranje upravljanja kontinuitetom poslovanja). Treniranje omogućuju lokalne, državne, federalne i privatne organizacije, a raspon mu ide od javnog informiranja i odnosa s medijima do zapovijedanja incidentima visoke razine i taktičkih vještina poput proučavanja lokaliteta terorističkog napada bombama ili kontroliranja scene u hitnim situacijama.
U prošlosti je polje upravljanja u krizama uglavnom bilo ispunjeno ljudima s vojnom pozadinom ili onih koji su prvi stizali na mjesto nesreće. Trenutačno je populacija u ovom polju postala mnogo raznolikija, a mnogi stručnjaci koji dolaze imaju različite pozadine bez vojne ili slične prošlosti. Obrazovne mogućnosti povećavaju se za one koji traže preddiplomske i diplomske stupnjeve u upravljanju u krizama ili srodnom polju. U SAD-u postoje osam škola s doktorskim programima upravljanja u krizama, no samo je jedan specifičan za upravljanje u krizama.
Profesionalni certifikati poput certificiranog upravitelja u krizama i certificiranog profesionalca za kontinuitet poslovanja postaju sve više uobičajeni kako potrebe za visokoprofesionalnim standardima postaju prepoznatljive među zajednicom za upravljanje u krizama, posebice u SAD-u.

### Alati
Tijekom proteklih godina obilježje kontinuiteta upravljanja u krizama rezultiralo je novim konceptom, informacijskim sustavima za upravljanje u krizama (EMIS). Za kontinuitet i interoperabilnost između sudionika u upravljanju u krizama, EMIS podupire proces upravljanja u krizama osiguravajući infrastrukturu koja integrira planove planove za izvanredne situacije na svi razinama uključenosti vlasti i onih izvan nje, te iskorištavanjem upravljanja svim srodnim resursima (uključujući ljudske i ostale resurse) za sve četiri faze hitnosti.

## Unutar drugih struka
Praktičari upravljanja u krizama (pripravnosti za nesreće) dolaze iz sve većeg broja različitih pozadina kako se polje razvija. Stručnjaci iz arhivističkih institucija (npr. muzeja, povijesnih društava, knjižnica i arhiva) posvećeni su očuvanju kulturne baštine—predmeta i zapisa sadržani u svojim zbirkama. To je bila glavna sastavnica unutar tih polja, no sada postoji visoka osviještenost nakon događaja od 11. rujna i uragana iz 2005.
Radi povećanja mogućnosti za uspješan oporavak vrijednih zapisa, mora se razviti dobro utemeljen i u potpunosti testiran plan. Ovaj zadatak zahtijeva kooperaciju dobro organiziranih odbora koje vode iskusni pročelnici. Profesionalna udruženja održavaju redovite radionice i imaju fokalne sjednice na godišnjim konferencijama kako bi pojedince informirali o suvremenim alatima i resursima u praksi.

### Alati
Skupni napori profesionalnih udruženja i institucija za kulturnu baštinu rezultirali su u razvijanju različitih alata za pomoć stručnjacima u pripremi planova u nesrećama i oporavku od njih. U mnogim slučajevima ti su alati dostupni vanjskim korisnicima. Vrlo često su na webu dostupni predlošci planova koje su osmislile postojeće organizacije što može biti korisno svakom odboru ili grupi koja priprema plan za nesreću ili pak osuvremenjuje postojeći plan. Iako će svaka organizacija trebati formulirati planove i alate koji zadovoljavaju njihove specifične potrebe, postoje primjeri takvih alata koji mogu prikazivati korisne polazne točke u procesu planiranja. Oni su prikazani u odlomku o vanjskim poveznicama.

## Međunarodne organizacije

### Međunarodno udruženje upravitelja u krizama
Međunarodno udruženje upravitelja u krizama (IAEM) neprofitna je obrazovna organizacija posvećena promicanju ciljeva spašavanja života i zaštite imovine tijekom hitnih stanja i katastrofa. Misija IAEM-a je služenje njegovim članovima tako što im pruža informacije, mrežne i profesionalne mogućnosti, te unaprijeđuje struku upravljanja u krizama.

### Crveni križ/Crveni polumjesec
Nacionalna društva Crvenog križa/Crvenog polumjeseca imaju središnju ulogu u odgovoru na hitna stanja. Štoviše, Međunarodna federacija društava Crvenog križa i Crvenog polumjeseca (IFRC ili "Federacija") može odaslati u pogođenu zemlju timove za procjenu. Oni su specijalizirani za komponentu oporavka u okviru upravljanja u krizama.

### Ujedinjene nacije
Unutar sustava Ujedinjenih nacija odgovornost za hitan odgovor počiva na rezidentnom koordinatoru unutar pogođene zemlje. U praksi će međunarodni odgovor biti koordiniran, ako to zatraži vlada pogođene zemlje, Uredom za koordinaciju humanitarnih poslova UN-a (UN-OCHA) tako što će poslati UN-ov tim za koordinaciju i procjenu nesreće (UNDAC).

### Svjetska banka
Od 1980. godine Svjetska banka je odobrila više od 500 operacija povezanih s upravljanjem u krizama, te je u te svrhe doznačila više od 40 milijardi USD. Novci su bili namijenjeni rekonstrukcijskim projektima nakon nepogoda, kao i projektima čije komponente imaju cilj sprječavanje i mitigaciju učinaka nepogode u zemljama poput Argentine, Bangladeša, Kolumbije, Haitija, Indije, Meksika, Turske i Vijetnama.
Uobičajena područja fokusa prevencijskih i mitigacijskih projekata uključuju prevencijske mjere protiv šumskih požara kao što su mjere ranog upozorenja i edukacijske kampanje za destimuliranje poljoprivrednika na posijeci-i-spali poljoprivredu koja uzrokuje šumske požare; sustave ranog upozorenja o uraganima; mehanizme prevencije poplava čiji raspon ide od zaštite obale i terasiranja u ruralnim područjima do adaptacije proizvodnje; konstrukcije otporne na potrese.
U zajedničkom ulaganju sa Sveučilištem Columbia pod okriljem ProVention Consortiuma Svjetska banka osnovala je Analizu globalnih rizika na vrućim točkama za prirodne katastrofe.
U lipnju 2006. Svjetska banka osnovala je Globalnu jedinicu za redukciju katastrofa i oporavak (GFDRR), dugoročno partnerstvo s ostalim donorima pomoći radi reduciranja gubitaka u katastrofama označivši redukciju rizika katastrofa u razvoju, podupirući Akcijski okvir iz Hyoga. Jedinica pomaže osigurati novčana sredstva za projekte i programe zemalja u razvoju koji unaprijeđuju lokalne kapacitete za prevenciju katastrofa i pripravnost za hitna stanja.

## Nacionalne organizacije

### Australija
Ključno federalno koordinacijsko i savjetodavno tijelo za upravljanje u krizama u Australiji je Emergency Management Australia (EMA). Svaka država ima svoju vlastitu Državnu hitnu službu (engl. State Emergency Service). Hitna pozivna služba (engl. Emergency Call Service) osigurava nacionalni hitni telefonski broj 000 za kontaktiranje države policije, vatrogasaca i ambulantne službe. Dogovori se ostvaruju u državnoj i federalnoj kooperaciji.

### Kanada
Public Safety Canada (PSC) kanadska je nacionalna agencija za upravljanje u krizama. Svaka provincija mora ustrojiti svoje organizacije za upravljanje u krizama.
PSC koordinira i pruža potporu naporima federalnih organizacija osiguravajući nacionalnu sigurnost Kanađanima. Oni također surađuju s ostalim razinama vlasti, hitnim službama, grupama u zajednici, privatnim sektorom (operatorima kritične infrastrukture) i ostalim državama.
Rad PSC-a temelji se na širokom spektru pravila i zakona koji su obuhvaćeni Zakonom o javnoj sigurnosti i pripravnosti na hitna stanja koji definira ovlasti, dužnosti i funkcije PSC-a. Ostali akti specifični su za pojedina polja poput korekcija, upravljanja u krizama, provođenja zakona i nacionale sigurnosti.

#### Provincijalni EMO-i
- Provincial Emergency Program, Province of British Columbia's emergency measures organization[15]
- Alberta Emergency Management Agency[16]
- Saskatchewan Emergency Management Organization (SaskEMO)[17]
- Province of Manitoba Emergency Measures Organization[18]
- Emergency Measures Ontario[19]
- Quebec Civil Protection (Sécurité Publique Québec)[20]
- Nova Scotia Emergency Management Office[21]
- New Brunswick Emergency Management Organization[22]
- Prince Edward Island Office of Public Safety[23]
- Province of Newfoundland and Labrador Emergency Measures Organization[24]

### Njemačka
U Njemačkoj federalna vlada kontrolira programe njemačkog Katastrophenschutza (zaštite u katastrofama) i Zivilschutza (civilne zaštite). Lokalne jedinice njemačkih vatrogasaca i Federalna agencija za tehničku pomoć (Technisches Hilfswerk) dijelovi su tih programa. Njemačke oružane snage (Bundeswehr), njemačka federalna policija i 16 državnih policijskih snaga (Länderpolizei) čine glavninu snaga u operacijama pomoći u katastrofama. Osim njemačkog Crvenog križa i njegovih regionalnih sestrinskih organizacija, bavarskog Crvenog križa, humanitarnu pomoć pružaju Johanniter-Unfallhilfe, njemački ekvivalent St. John's Ambulancea, Malteser-Hilfsdienst, Arbeiter-Samariter-Bund, koji svi predstavljaju najveće organizacije za pomoć koje su ekipirane za hitnosti najvećih razmjera. Mobilne municipalne stožerne jedinice osiguravaju zapovijedanje i kontrolu. Od 2006. godine na Sveučilištu u Bonnu postoji zajednički smjer koji vodi do akademskog naziva "magistra za prevenciju katastrofa i upravljanje rizikom".

### Indija
U Indiji ulogu upravljanja u krizama ima National Disaster Management of India, vladina agencija podređena Ministarstvu unutarnjih poslova. Tijekom proteklih godina dogodila se smjena u naglasku s odgovora i oporavka na strateško upravljanje i redukciju rizika, te s vladinog centraliziranog pristupa na decentralizirani pristup zajednice. Survey of India, agencija unutar Ministarstva znanosti i tehnologije, također igra presudnu ulogu u tom polju tako što donosi akademsko znanje i istraživačke ekspertize geoznanstvenika u procesu upravljanja u krizama.
Nedavno je vlada formirala Emergency Management and Research Institute (EMRI). Ova grupa predstavlja javno-privatno partnerstvo, primarno financirano velikom indijskom računalnom kompanijom "Satyam Computer Services", a usmjerena je na poboljšavanje općeg odgovora zajednica na hitna stanja kao i na one incidente koji se mogu opisati kao katastrofe. Neki od grupinih ranih napora uključuju pripremu treninga upravljanja u krizama za hitne službe (prvi u Indiji), stvaranje jedinstvenog hitnog telefonskog broja i uspostavu standarda za EMS osoblje, opremu i trening. Postoji nada kako će ovi napori osigurati model za emulaciju za cijelu Indiju, no trenutačno ono djeluje samo u indijskim državama Andhri Pradeshu, Gujaratu, Uttarakhandu, Goi, Tamilu Naduu, Rajasthanu, Karnataki i Assamu, koristeći jedinstveni troznamenkasti naplatni broj 1-0-8.

### Novi Zeland
Na Novom Zelandu odgovornost za upravljanje u krizama pomiče se s lokalne na nacionalnu razinu ovisno o prirodi hitnog stanja ili programa redukcije rizika. Teška oluja mogla bi biti posao za pojedino područje, dok bi središnja vlast usmjeravala nacionalnu javnu edukativnu kampanju. Unutar svake regije, lokalne vlasti su ujedinjene u 16 grupa Civilne zaštite za upravljanje u krizama (CDEMG). Svaki CDEMG odgovoran je za osiguravanje što čvršćeg upravljanja u krizama. Kada lokalni rasporedi budu savladani u hitnoj situaciji, aktiviraju se već postojeći rasporedi uzajamne potpore. Kao što joj punomoć daje, središnja vlast ima ovlasti u koordinaciji odgovora kroz National Crisis Management Centre (NCMC), koji djeluje pod upravom Ministarstva civilne zaštite i upravljanja u krizama (MCDEM). Ove strukture su definirane regulacijama, te najbolje objašnjene u The Guide to the National Civil Defence Emergency Management Plan 2006, koji grubo odgovara FEMA-inom National Response Frameworku.

### Rusija
U Rusiji djeluje Ministarstvo za hitne situacije (EMERCOM) koje je zaduženo za vatrogastvo, civilnu zaštitu, potragu i spašavanje, uključujući spasilačke službe nakon prirodnih i antropogenih katastrofa.

### Ujedinjeno Kraljevstvo
Ujedinjeno Kraljevstvo prilagodilo je svoj fokus na upravljanje u krizama nakon prosvjeda oko goriva u Britaniji iz 2000., ozbiljnih poplava iste godine te krize u Britaniji zbog slinavke i šapa iz 2001. godine. To je rezultiralo stvaranjem Zakona o civilnoj sigurnosti iz 2004. (CCA, engl. Civil Contingencies Act) koji je ozakonio odgovornosti svih kategorija službi koje odgovaraju na hitna stanja. Civil Contingencies Secretariat provodi CCA kroz Regional Resilience Forums te na razini lokalne vlasti.
Trening upravljanja u katastrofama općenito provode na lokalnoj razini organizacije uključene u bilo kakav odgovor. On se konsolidira kroz profesionalne smjerove koji se mogu započeti na Emergency Planning Collegeu. Daljnje diplome i preddiplomske kvalifikacije mogu se steći diljem zemlje – prvi smjer ove vrste pokrenut je na Sveučilištu u Coventryju 1994. godine. Institute of Emergency Management dobrovoljna je organizacija osnovana 1996. radi pružanja savjetodavnih usluga za vlast, medije i komercijalne sektore.
Profesionalno društvo upravitelja u krizama je Emergency Planning Society.
Najveća britanska vježba za hitna stanja provedena je 20. svibnja 2007. blizu Belfasta, Sjeverna Irska, te je uključivala scenarij pada zrakoplova na Međunarodnu zračnu luku u Belfastu. Osoblje iz pet bolnica i tri zračne luke sudjelovalo je u vježbi, a gotovo 150 međunarodnih promatrača procjenjivalo je njezinu učinkovitost.

### Sjedinjene Države
Unutar Ministarstva za domovinsku sigurnost (DHS) djeluje Federal Emergency Management Agency (FEMA) kao vodeća agencija za upravljanje u krizama. FEMA je razvila softverski paket HAZUS koji ima centralnu ulogu u procesu procjene rizika u zemlji. Sjedinjene Države i njezini teritoriji pokriveni su jednom od deset regija za FEMA-ine svrhe upravljanja u krizama. Plemenske, državne, okružne i lokalne vlasti razvijaju programe/odjele za upravljanje u krizama i hijerarhijski djeluju unutar svake regije. Hitna stanja su pod upravom najlokalnijom mogućom razinom, koristeći ugovore o uzajamnoj pomoći sa susjednim jurisdikcijama. Ako je hitno stanje povezano s teroristima ili ako je deklarirano kao "incident nacionalnog značaja", ministar za domovinsku sigurnost inicirat će National Response Framework (NRF). Pod tim planom bit će moguće uključivanje federalnih resursa koji će se integrirati u lokalne, okružne, državne ili plemenske entitete. Upravljanje će se nastaviti rukovoditi na najnižoj mogućoj razini uporabom Nacionalnog sustava za upravljanje incidentima (NIMS).
Citizen Corps je organizacija volonterskih uslužnih programa koje rukovodi lokalno i koordinira nacionalno DHS čija je namjera mitigacija katastrofe i priprema stanovništva za hitan odgovor kroz javnu edukaciju, trening i dohvat. Community Emergency Response Teams je program Citizen Corpsa koji je fokusiran na pripravnost na katastrofe i poučavanje osnovnih vještina odgovora na katastrofe. ovi volonterski timovi su osposobljeni za pružanje hitne potpore kada katastrofa savlada konvencionalne hitne službe.

## Više informacija
- Dekontaminacija
- Javna sigurnost
- Karantena
- Prva pomoć
- Rizik:
  - Aktuarijalna znanost
  - Teorija ekstremnih vrijednosti
- Survivalizam
- Amaterski radio operateri mogu omogućiti komunikaciju u hitnim stanjima:
  - Amateur Radio Emergency Service
  - Radio Amateur Civil Emergency Service
- Obnovljivi izvori mogu osigurati hitnu energiju:
- Države
  - U Danskoj, Danska agencija za upravljanje u krizama
  - U Irskoj, Emergency Response Unit (Garda)
  - U Francuskoj, Plan Orsec: Francuski crveni plan i Francuski bijeli plan;

## Akademski izvori
- International Journal of Emergency Management, ISSN: 1741-5071 (elektronički) ISSN: 1471-4825 (papir), Inderscience Publishers
- Journal of Homeland Security and Emergency Management  Arhivirana inačica izvorne stranice od 25. kolovoza 2007. (Wayback Machine) ISSN: 1547-7355, Bepress
- Australian Journal of Emergency Management,   Arhivirana inačica izvorne stranice od 15. rujna 2008. (Wayback Machine) (elektronički) ISSN: 1324 1540 (papir), Emergency Management Australia
- Stephenson Disaster Management Institute  Arhivirana inačica izvorne stranice od 22. svibnja 2008. (Wayback Machine)